# Весто Слайфър
Весто Мелвин Слайфър (на английски: Vesto Melvin Slipher) е американски астроном, който провежда първите измервания на радиалната скорост на галактиките, предоставяйки първата емпирична основа за разширяването на Вселената.

## Биография
Слайфър е роден в Мълбери, Индиана и завършва докторантурата си в Индианския университет в Блумингтън през 1909 г. През цялат аси кариера работи в обсерваторията Лоуъл във Флагстаф, Аризона, където е повишен на помощник-директор през 1915 г., изпълнителен директор през 1916 г. и накрая директор от 1926 г. до песнионирането си през 1952 г. Брат му, Ърл Слайфър, също е астроном и директор в същата обсерватория.
Слайфър използва спектроскопия, за да изследва периодите на въртене на планети и състава на планетарните атмосфери. През 1912 г. той става първият човек, наблюдавал отместването на спектралните линии на галактиките, като така открива галактичното червено отместване. През 1914 г. Слайфър прави и първото откритие на въртенето на спиралните галактики. През 1929 г. открива натриевия слой в земната атмосфера. Слайфър наема Клайд Томбо и ръководи работата му, чрез която през 1930 г. е открит Плутон.
Често откриването на червеното отместване на галактиките се приписва погрешно на Едуин Хъбъл. Измерванията и тяхното значение са разбрани още преди 1917 г. от Весто Слайфър, Джеймс Едуард Кийлър и Уилям Уолъс Кембъл в техните обсерватории. Комбинирайки своите измервания на галактиките с измерванията на червеното отместване на галактиките на Слайфър, Хъбъл и Милтън Хюмейсън откриват груба пропорционалност между червеното отместване на обектите и разстоянието до тях.
Слайфър умира във Флагстаф, където е и погребан.
В чест на братята Слайфър са наименувани кратери на Луната и Марс, както и астероидът 1766 Слайфър.

## Награди
- Награда Лаланд (1919)[1]
- Златен медал на Парижката академия на науките (1919)[1]
- Медал Хенри Дрйпър на Националната академия на науките (1932)[1][8]
- Златен медал на Кралското астрономическо дружество (1932)[1][9]
- Медал Брус (1935)[10]